# Ralf Wosik
Ralf Wosik (* 17. April 1958 in Hamm-Bockum-Hövel) ist ein ehemaliger deutscher Tischtennisspieler. Sowohl mit seiner Mannschaft Borussia Düsseldorf als auch im Einzel sowie im Doppel errang er viele Erfolge. Für den Deutschen Tischtennis-Bund bestritt er 102 Länderspiele.

## Werdegang
Ralf Wosik verließ 1975 nach der Mittleren Reife die Schule, um sich – unterstützt vom DTTB – zusammen mit Hajo Nolten in einem Tischtenniszentrum auf eine Profikarriere vorzubereiten. Dies war in Deutschland der erste Versuch, junge, talentierte Nachwuchsspieler professionell zu fördern und wurde initiiert vom ehemaligen Düsseldorfer Spieler und späteren Präsidenten des Deutschen Tischtennis-Bundes Hans Wilhelm Gäb.

## Material und Spielweise
Ralf Wosik war einer der ersten deutschen aggressiv-offensiven Spinspieler. Er blieb meist relativ dicht an der Platte und versuchte das Spielgeschehen zu diktieren. Er galt als besonders stark gegen Abwehrspieler. Er spielte zunächst Joola Redspot mit 2-mal Stratos 2,5 mm, später Joola Extrem mit 2-mal Clipper 2,5 mm.

## Größte Erfolge
1975 wurde Wosik in Zagreb zusammen mit Hans-Joachim Nolten Jugend-Vizeeuropameister im Doppel. Am 24. Februar 1976 wurde er erstmals für ein Länderspiel aufgeboten: In Hamburg verlor er gegen China beide Einzel. Seine größten Erfolge sind neun Mannschaftsmeisterschaften mit seinem Verein PSV-Borussia (später Borussia Düsseldorf).
Im Herren-Einzel erreichte er viermal das Finale, dreimal das Halbfinale der deutschen Meisterschaft – konnte sich aber gegen Georg Böhm nie durchsetzen. In der nationalen Rangliste wurde er 1982 auf Platz eins geführt.
Er nahm von 1979 bis 1989 an sechs Weltmeisterschaften sowie seit 1978 an sieben Europameisterschaften teil. Für die Nationalmannschaft absolvierte er 102 Länderspiele, ehe er 1990 zurücktrat.
- Deutsche TT-Meisterschaften
  - 1979 Mixed mit Ursula Kamizuru-Hirschmüller
  - 1980 Herren-Doppel mit Hans-Joachim Nolten
  - 1980 Mixed mit Ursula Kamizuru-Hirschmüller
  - 1981 Mixed mit Ursula Kamizuru-Hirschmüller
  - 1985 Herren-Doppel mit Cornel Borsos
  - 1986 Herren-Doppel mit Cornel Borsos
- Neunmal Deutsche Mannschaftsmeisterschaft mit PSV Borussia Düsseldorf
  - 1975, 1978, 1979, 1980, 1981, 1982, 1986, 1988, 1990
- Siebenmal Deutscher Pokalsieger mit PSV Borussia Düsseldorf
  - 1978, 1979, 1982, 1984, 1988, 1989, 1990
- Europa-Pokal der Landesmeister
  - 1989 PSV Borussia Düsseldorf
- ETTU-Pokal
  - 1987 PSV Borussia Düsseldorf

## Vereine
- 1968–1972: TuWa Bockum-Hövel
- 1972–1974: TTC Grünweiß Bad Hamm
- 1974–????: PSV Borussia Düsseldorf

## Privat
Beruflich ist Ralf Wosik Geschäftsführer eines Versandhandels mit Tischtennis-Artikeln. Er ist verheiratet mit der Tischtennisspielerin Gudrun Richter, eine Schwester von Ruth Richter, der Ehefrau von Hanno Deutz, und hat zwei Kinder (Tochter Janina * 1983, Sohn Steffen * 1985). Sein jüngerer Bruder Torben Wosik ist auch ein bekannter deutscher Tischtennisspieler, ebenso seine Schwester Nadja (* 1966). Tochter Janina ist verheiratet mit Damien Éloi.

## Turnierergebnisse
| Verband | Veranstaltung                         | Jahr | Ort       | Land | Einzel     | Doppel        | Mixed        | Team |
| ------- | ------------------------------------- | ---- | --------- | ---- | ---------- | ------------- | ------------ | ---- |
| FRG     | Europameisterschaft                   | 1988 | Paris     | FRA  | letzte 16  |               |              |      |
| FRG     | Europameisterschaft                   | 1984 | Moskau    | URS  |            | Viertelfinale |              |      |
| FRG     | Europameisterschaft                   | 1978 | Duisburg  | FRG  |            | Viertelfinale |              |      |
| FRG     | Europameisterschaft                   | 1976 | Prag      | TCH  | letzte 16  |               |              |      |
| FRG     | Jugend-Europameisterschaft (Junioren) | 1975 | Zagreb    | YUG  |            | Silber        |              |      |
| FRG     | Weltmeisterschaft                     | 1989 | Dortmund  | FRG  | letzte 128 | letzte 64     | keine Teiln. | 7    |
| FRG     | Weltmeisterschaft                     | 1987 | New Delhi | IND  | letzte 128 | letzte 64     | letzte 64    | 7    |
| FRG     | Weltmeisterschaft                     | 1985 | Göteborg  | SWE  | letzte 32  | letzte 32     | letzte 64    | 17   |
| FRG     | Weltmeisterschaft                     | 1983 | Tokio     | JPN  | letzte 128 | letzte 64     | Qual         | 15   |
| FRG     | Weltmeisterschaft                     | 1981 | Novi Sad  | YUG  | letzte 128 | letzte 32     | letzte 64    | 13   |
| FRG     | Weltmeisterschaft                     | 1979 | Pyongyang | PRK  | letzte 32  | letzte 64     | letzte 64    | 11   |